# Бихор
Вижте пояснителната страница за други значения на Бихор.
Бихор e окръг, намиращ се в историческата област Трансилвания, в северозападната част на Румъния. Административен център на Бихор е град Орадя (нас. 206 527). Абревиатура на окръга – BH.

## Население
Според преброяването от 2002 г., Бихор има население от 600 223 души и плътност на населението от 79,56 души/кв.км, което е под средното за страната (93/km2). В окръга има 291 613 мъже и 308 610 жени. Чуждите граждани, наброяващи 909 души, са 0,15% от населението.
Етнически състав
През 2002 г., населението на Бихор е било съставено от следните етнически групи:
- румънци: 404 537 (67,40%)
- унгарци: 155 554 (25,91%)
- цигани: 30 237 (5,00%)
- словаци: 7361 (1,22%)
- немци: 1137 (0,19%)
- евреи: 242
- украинци: 174
- гърци: 71
- руснаци: 63
- българи: 31
- сърби: 31
- поляци: 21
- турци: 15
- чехи: 14
- арменци: 11
- хървати: 3

Религиозен състав
В окръг Бихор са разпространени следните религии (2002):
- православни християни: 357 996 (59,6%)
- общо протестанти: 166 501 (27,7%)
- реформисти: 107 817 (18,0%)
- римокатолици: 55 555 (9,3%)
- петокнижници: 34 460 (5,7%)
- баптисти: 22 366 (3,7%)
- гръко-католици (униати): 14 086 (2,3%)
- адвентисти: 1858 (0,3%)
- евреи: 210
- мюсюлмани: 175
- атеисти: 1155 (0,2%)

## География
Окръгът има обща площ от 7544 km². Основни релефни форми са: Западната равнина (Câmpia de Vest), Западните хълмове (Dealurile de Vest), планините Плопиш (Munţii Plopişului), Пъдуря Краюлуй (Munţii Pădurea Craiului), Бихор (Munţii Bihor) и частично Влъдяса (Munţii Vlădeasa).

## Градове
- Орадя
- Беюш
- Маргита
- Салонта
- Алешд
- Нучет
- Съкуени
- Щей
- Валеа луи Михай
- Вашкъу